# Пізні три корейські держави
Пізні три корейські держави (кор. 후삼국 시대) — три великих королівства Корейського півострова: Сілла, Хупекче («Пізнє Пекче»), і Тхебон (або Хукогурьо, «Пізнє Когурьо»), що утворилися внаслідок розпаду Об'єднаної Сілли і співіснували в 892—936.  

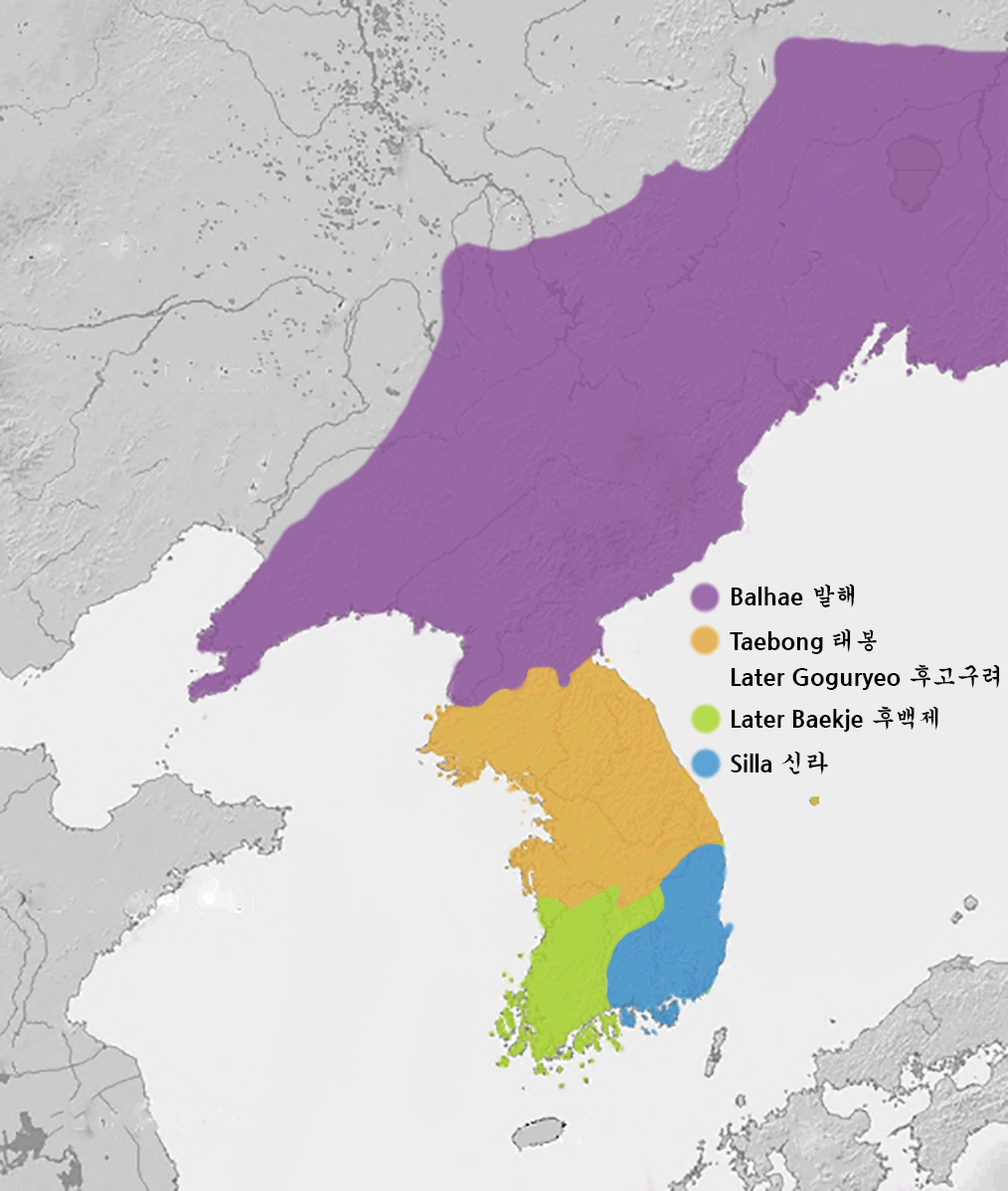
Корейські держави у 915 році

## Історія
У VII столітті з військовою і політичною допомогою китайської династії Тан королівство Сілла завоювало інші держави Корейського півострова, найбільшими з яких були Когурьо і Пекче. Таким чином, постало державне утворення, що отримало назву «Об'єднана Сілла».
Внаслідок внутрішньої смути в Об'єднаній Сіллі в час царювання королеви Чинсон (887—897) центральна влада ослабла і на території колишніх анексованих королівств Пекче і Когурьо у 892 році оголосили свою незалежність нові держави: Хупекче («Пізнє Пекче») і Тхебон («Пізнє Когурьо»).
У 918 королівство Тхебон очолив Ван Гон, колишній намісник Сонгака (сучасний Кесон), який перейменував свою державу в Корьо.
Період «Трьох пізніх корейських держав» завершився у 935—936, коли Ван Гон (посмертне ім'я Тхеджо) завдав поразки і підкорив спочатку Сіллу, а потім і Хупекче. Таким чином, Корьо об'єднала всю територію Корейського півострова.

## Інші корейські держави
Окрім названих вище трьох королівств, деякі історики вважають корейською також державу Бохай (Пархе), територія якої знаходилася на північ від Корейського півострова і яка була заснована корейськими вихідцями з Когурьо ще у 698, але більшість населення в ній складали маньчжури. Бохай припинила своє існування у 926 після завоювання киданями.
П'ятою корейською державою розглянутого періоду можна вважати невелику острівну країну Усан (кор. 우산국), що відкололася від Сілли та існувала в 892—935 і була розташована на острові Уллиндо.